# Wapen van Heusden (Noord-Brabant)

Wapen van de gemeente Heusden

Het wapen van Heusden  werd op 20 juni 2000 bij Koninklijk Besluit aan de Noord-Brabantse gemeente Heusden toegekend. Het is gelijk aan het wapen dat op 16 juli 1817  aan de gemeente werd verleend, maar nu voorzien van twee leeuwen als schildhouders

## Geschiedenis
Het wapen met het wiel werd sinds 1260 gevoerd door de Heren van Heusden en Altena, eerst met 7 later met 6 spaken. Nadat deze familie rond 1330 was uitgestorven, nam de stad Heusden het wapen over. Behalve in het wapen van Heusden komt het rad ook voor in de wapens van onder andere Drongelen, Oudheusden, Maarn en Haamstede. De schildhouders verschenen in de zeventiende eeuw en waren in 1815 niet aangevraagd. In 2000 zijn ze alsnog aan het wapen toegevoegd.
In 1997 werden de gemeenten Drunen en Vlijmen aan Heusden toegevoegd. Uit de wapens van die gemeenten zijn geen elementen overgenomen in het nieuwe gemeentewapen.

## Beschrijving

### Eerste wapen (1817)

Wapen van Heusden (1817 - 2000)

De beschrijving van het wapen van Heusden dat op 16 juli 1817  werd toegekend luidt:
In goud een rood rad. Het schild gedekt met een gouden kroon van 5 bladeren.
N.B.: De heraldische kleuren in het wapen zijn goud (geel) en keel (rood).

### Tweede wapen (2000)
De beschrijving van het wapen van Heusden dat op 20 juni 2000  werd toegekend luidt:
In goud een rad van keel. Het schild gedekt met een gouden kroon van 5 bladeren en ter weerszijden gehouden door een leeuw van goud, getongd en genageld van keel.
N.B.: De heraldische kleuren in het wapen zijn goud (geel) en keel (rood).
Opmerking: volgens de regels van de heraldiek zouden de schildhouders op een ondergrond geplaatst moeten zijn; uitsluitend luchtwezens hebben geen ondergrond nodig.

## Verwante wapens

Het wapen van Aalburg
Het wapen van Baardwijk
Het wapen van Eethen (1936)
Het wapen van Hedikhuizen
Het wapen van Nieuwkuijk
Het wapen van Oudheusden
Het wapen van Wijk en Aalburg (1954)
Het wapen van Maarn
Het wapen van Haamstede
Het wapen van het Hoogheemraadschap voor het Land van Heusden en Altena